# Zajezdnia autobusowa Miejskiego Przedsiębiorstwa Komunikacji w Kielcach
Zajezdnia autobusowa Miejskiego Przedsiębiorstwa Komunikacji w Kielcach – zajezdnia zlokalizowana przy ul. Jagiellońskiej pomiędzy ul. Krakowską i Kołłątaja. Otwarta w 1967 jest najdłużej funkcjonującą zajezdnią w mieście (w latach 1967–1983 i 2008–2023 była to jedyna zajezdnia na terenie Kielc).

## Historia
Przed powstaniem zajezdni autobusowej przy ul. Jagiellońskiej autobusy stacjonowały przy ówczesnej ul. Rewolucji Październikowej (ob. ul. Warszawska). W 1967 roku oddano do użytku nową zajezdnię przy powstającej dopiero ulicy łączącej ulice Grunwaldzką i Krakowską. Pozwoliło to na przeniesienie taboru i biura (znajdującego się przy ul. Kilińskiego) do zachodniej części miasta. Do 1983 roku była to jedyna zajezdnia w Kiecach, kiedy to utworzono drugą zajezdnię na Pakoszu. Dwie zajezdnie funkcjonowały do 2008 roku, kiedy to zlikwidowano młodszą z nich, a tę przy ul. Jagiellońskiej powiększono. Przez następne 15 lat ponownie była to jedyna zajezdnia w mieście, po czym utworzona została nowa. Tym razem jednak powstała ona w związku z pojawieniem się drugiego operatora, który przejął część linii od MPK – BP Tour.

## Obsługiwane linie
Do 2023 roku MPK obsługiwał wszystkie linie autobusowe utworzone przez miasto, jednak od 2023 obsługuje jedynie część linii w Kielcach i aglomeracji kieleckiej:
- 1 (Bukówka⬌Dobromyśl)
- 2 (Sukowska⬌Kolberga)
- 4 (Os. Sieje⬌Na Stadion)
- 5 (Zalesie⬌Pilotów/Dąbrowa)
- 7 (Dworzec Autobusowy⬌Samsonów)
- 8 (Os. Ślichowice⬌Żniwna)
- 9 (Dworzec Autobusowy⬌Ćmińsk)
- 10 (Dworzec Autobusowy⬌Ciekoty Żeromszczyzna)
- 11 (Dworzec Autobusowy⬌Borków)
- 12 (Dworzec Autobusowy⬌Klonów)
- 14 (Dworzec Autobusowy⬌Niestachów)
- 16 (Os. Świętokrzyskie⬌Wschodnia/działki)
- 18 (Dworzec Autobusowy⬌Promnik)
- 19 (Morcinka/działki⬌Bolechowice)
- 21 (Zagórze⬌Kruszelnickiego)
- 25 (Targi Kielce⬌Klecka)
- 26 (Os. Ślichowice⬌Cedzyna/zalew)
- 27 (Os. Ślichowice linia okrężna)
- 28 (Jaworznia/szkoła⬌Mójcza)
- 29 (Os. Ślichowice linia okrężna)
- 30 (Os. Świętokrzyskie⬌Ściegiennego/Weterynaryjna)
- 31 (Dworzec Autobusowy⬌Chęciny/cmentarz)
- 32 (Dworzec Autobusowy⬌Samsonów)
- 33 (Bukówka⬌Starogórska)
- 34 (Bukówka⬌Pileckiego)
- 35 (Os. Na Stoku⬌Os. Podkarczówka)
- 36 (Areszt Śledczy⬌Os. Chęcińskie)
- 38 (Dworzec Autobusowy⬌Mąchocice Kapitulne/Dolna)
- 41 (Dworzec Autobusowy⬌Krajno)
- 43 (Dworzec Autobusowy⬌Skorzeszyce)
- 44 (Kusocińskiego/szpital⬌Batalionów Chłopskich)
- 45 (Dworzec Autobusowy⬌Młynek Brudzowski)
- 46 (Os. Świętokrzyskie⬌Os. Ślichowice)
- 47 (Dworzec Autobusowy⬌Krajno)
- 50 (Centrum Onkologii linia okrężna)
- 51 (Centrum Onkologii linia okrężna)
- 53 (Morcinka/działki⬌Częstochowska)
- 54 (Bukówka⬌Mailków)
- F (Os. Na Stoku⬌Cedzyna/zalew)
- N1 (Os. Świętokrzyskie⬌Os. Ślichowice)
- N2 (Os. Świętokrzyskie⬌Bukówka)
- T (Dworzec Autobusowy⬌Tokarnia)
- Z (Os. Podkarczówka⬌Cedzyna/zalew)